# Micrococcus bodenheimeri
Micrococcus bodenheimeri är en insektsart som beskrevs av Bytinskii-salz 1961. Micrococcus bodenheimeri ingår i släktet Micrococcus och familjen Micrococcidae. Inga underarter finns listade i Catalogue of Life.